# إرنست ماير (رسام)
إرنست ماير (بالدنماركية: Ernst Meyer)‏ هو رسام دنماركي، ولد في 11 مايو 1797 في ألتونه في ألمانيا، وتوفي في 31 يناير 1861 في روما في إيطاليا.

## معرض صور

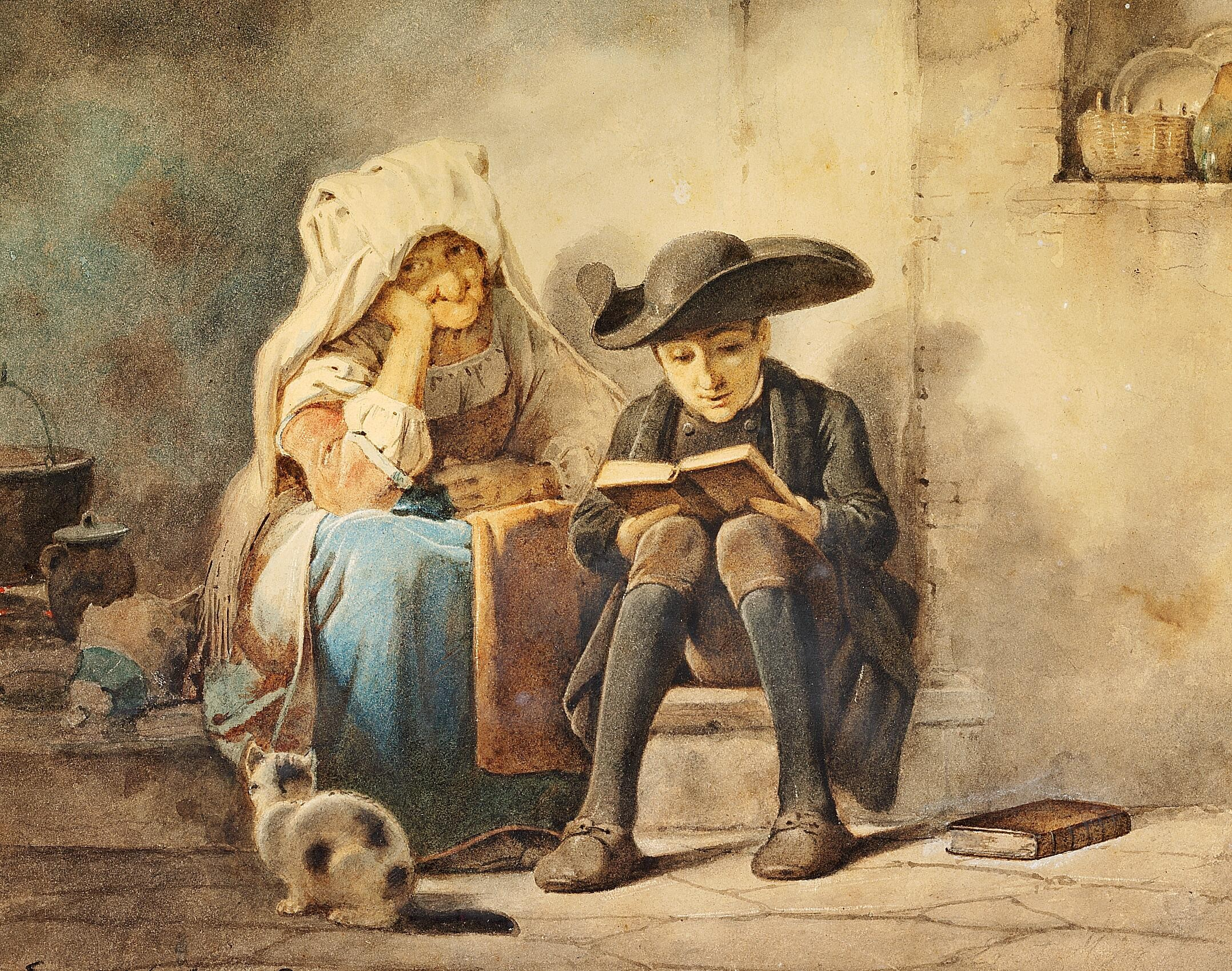
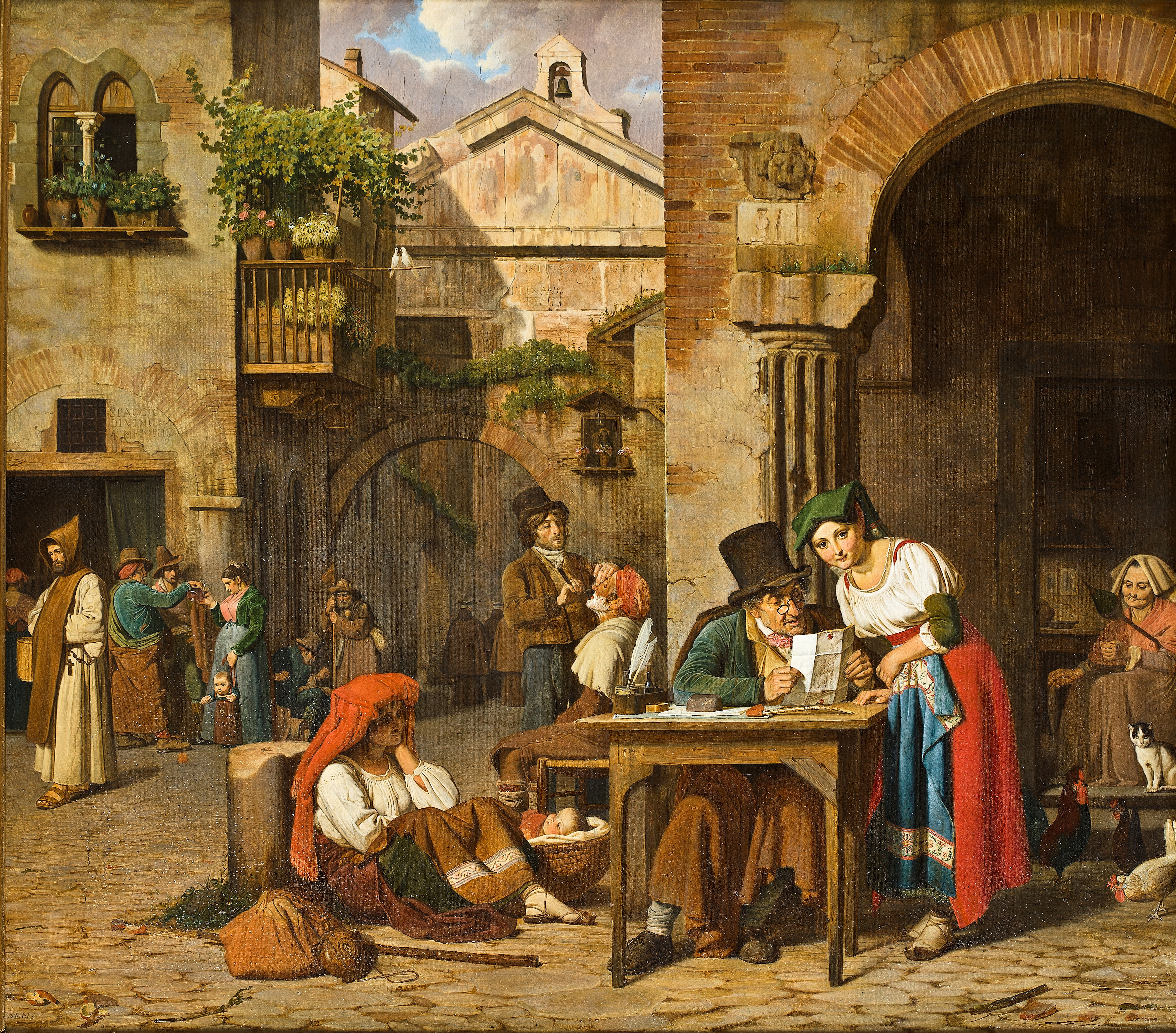
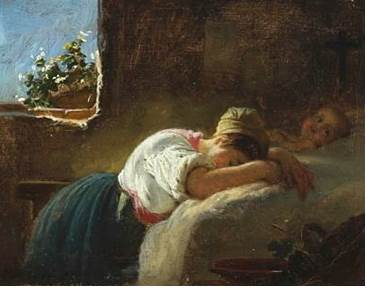